# Valjasta topolovka
Valjasta topolovka (znanstveno ime Cyclocybe cylindracea) je gliva iz rodu topolovk (Cyclocybe).

## Značilnosti
Klobuk je velik od 2-14 cm. Od polkrogle do konveksno ploščate oblike. Ko je mlad je rjave barve, z zorenjem posvetli in zbledi. Na temenu ima ponavadi temnejši disk. Površina je valovita in v suhem vremenu razpokana. Rob je nepravilen, nazobčan in pogosto radialno razpokan.
Lističi so gosti in pritrjeni na bet z majhnim zobcem. Barva se z zorenjem spreminja od belkaste do tobačno rjave.
Bet je valjast in rahlo zožen pri dnu, bel nato oker, vlaknast in trd. Obroček je velik, membranast in obstojen. Najprej je bel, kasneje, ko se na njemu začnejo nabirati trosi, se obarva rjavo.
Je prijetnega vonja in okusa.

## Razširjenost in življenjski prostor
Uspeva od pomladi do jeseni v toplejših krajih s sredozemskim podnebjem. V Sloveniji je pogosta na primorskem. Najpogosteje kot gniloživka ali zajedalec na topolu, pa tudi na drugih listavcih.

## Mikroskopske značilnosti
Trosni prah je tobačno rjav. Trosi so eliptične oblike, velikosti: 8-10 × 4,5-6 µm.

## Podobne vrste
- oljkov livkar (Omphalotus olearius) je živo oranžne barve in je strupen
- navadna žveplenjača (Hypholoma fasciculare) je strupena in močno grenkega okusa.
- rana njivnica (Agrocybe praecox) ne raste direktno na lesu.

## Uporabnost
Užitna in cenjena goba. Gojenje v Sredozemlju je poznano že iz antike. Opisal ga je Plinij starejši v svojem delu Naturalis Historia iz leta 77.
Izkazala se je za primerno za detoksifikacijo suhih ostankov mletja oljk. Skupaj z dolgobetno česnovko (Mycetinis alliaceus) in škrlatnim skladovcem (Chondrostereum purpureum).

## Galerija slik
- Mladi topolovki
- Razprt mlad klobuk s temnejšim diskom na temenu
- Starejše zbledele gobe z razpokanimi klobuki
- Habitat: korenine žive topole
- Trosi